# Контрафактура
Контрафакту́ра (нем. Kontrafaktur, от позднелат. contrafactum; англ. contrafactum) — подтекстовка вокальной мелодии новыми стихами взамен первоначальных.
Термин контрафактура не был распространён в исторические времена (встречается бессистемно начиная со второй половины XV века), впервые разработан К. Хеннигом (1909), в широкое употребление вошёл благодаря научным работам Ф. Геннриха (впервые в 1918). В зависимости от этической оценки обновлённого музыкально-поэтического целого различают три главных направления контрафактуры: обработка оригинала со снижением (как правило, при замене литургического или паралитургического текста светским), с повышением (замена светского текста церковным) и нейтральная (без намеренного изменения этического смысла целого).

## Исторический очерк

Песня Г. Л. Хаслера «Mein Gmüth ist mir verwirret, das macht ein Jungfrau zart» («Душа моя в смятеньи, тому причиной – нежная девица»)

Протестантский хорал «O Haupt voll Blut und Wunden» («Окровавленная и израненная глава» [Спасителя]) в обработке И. С. Баха (BWV 244/54)

Генетически контрафактура восходит к глубокой древности; одним из её прообразов можно считать античный ном, то есть (незначительно варьируемая в исполнении) мелодия-модель, на которую распевались различные по содержанию стихи. В западном Средневековье контрафактура затронула, прежде всего, одноголосные богослужебные песнопения католиков латинского обряда (см. Григорианский хорал), причём не только формульные (например, псалмовые тоны разного узуса), но и относительно развитые мелодии (например, мелодия секвенции «Laetabundus»). Распев текста на мелодическую модель как композиционный принцип имеет, по-видимому, общемировое значение. Типологической параллелью на востоке является макам, в православной богослужебной музыке — пение «на подобен» (см. Знаменный распев, Ирмологий). Контрафактура была чрезвычайно типичной для средневековых европейских поэтов-менестрелей: трубадуров, труверов и миннезингеров, подставлявших свои новые тексты к оригинальным мелодиям «старых мастеров» (особенно популярным был «долгий тон» Фрауэнлоба). Из того же ряда мелодий-моделей «тоны» мейстерзингеров, красочно обыгранные Рихардом Вагнером в его операх «Нюрнбергские мейстерзингеры» и «Тангейзер».
Переосмысление оригинала со снижением близко пародии в смысле иронической переделки. В «Мессе игроков» (Missa lusorum) из сборника «Бойернские песни» (Carmina Burana, XII в.) под общеизвестные церковные песнопения подложены насмешливые и антиклерикальные тексты. Например, интроит «Gaudeamus omnes in Domino» («Возрадуемся в Господе») превратился в «Gaudeamus omnes in Decio» («Возрадуемся в Деции»), знаменитая секвенция «Victimae paschali laudes immolent Christiani» («Пасхальной жертве возносят хвалы христиане») выглядит как «Victimae novali zynke ses immolent Deciani» («Новой жертве пятёрки и шестёрки возносят хвалы дециане») и т. п.
Наиболее интересны случаи контрафактуры, когда из светской песни изымаются оригинальные стихи и взамен них сочиняются новые, не имеющие общности с первоначальными; новый текст развивает «христианскую» тему («contrafact uff einen geistlichen Sinn», выражение из рукописи XV в.) или приурочен к какому-либо общественно значимому событию. Два ранних примера такого рода (рубежа XII—XIII вв.): анонимная труверская песня «Quant li rossignol» («Подобно соловью…») перелицована морализующими стихами в кондукте «Nitimur in vetitum» («Стремимся мы к запретному»), которые сочинил богослов и лирический поэт Филипп Канцлер; песня трувера Гаса Брюле на традиционную куртуазную тему «Douce dame» («Милая дама») переделана в кондукт «Pater sancte dictus Lotharius» («Святой отче Лотарий»), написанный по случаю интронизации папы Иннокентия III (1198). Почти все сохранившиеся песни Готье де Куэнси духовной тематики — контрафактуры популярных (светских) труверских мелодий. паралитургические песни в средневековой Европе (кантиги, лауды и проч.) также зачастую представляли собой контрафактуру повышающего типа.
С 20-х годов XVI века, в ходе формирования протестантского хорала (прежде всего, в Германии, позже также в других странах) контрафактура приобрела массовый характер. Сакрализация лирических и даже фривольных песен носила осознанный и намеренный характер. Песня «Venus, du und dein Kind» («Венера, ты и твоё дитя») Якоба Регнарта (ок.1540—1599) стала хоралом «Auf meinen lieben Gott» («На моего любимого Бога [уповаю в нужде]»), «Mein Gmüth ist mir verwirret, das macht ein Jungfrau zart» («Я весь в смятеньи, тому причиной нежная девица») Г. Л. Хаслера — хоралом «O Haupt voll Blut und Wunden» («Окровавленная и израненная глава» [Спасителя]; см. нотный пример), «A lieta vita» («К весёлой жизни» [нас зовёт любовь]) Дж. Гастольди — «In dir ist Freude» («В Тебе моя радость»). Песня Г. Изака «Innsbruck, ich muss dich lassen» («Инсбрук, я должен тебя покинуть»), в основу которой лёг популярный фольклорный прототип, обрела драматическое звучание в хорале «O Welt, ich muss dich lassen» («О мир, я должен тебя покинуть»). Французская народная песня XVI века «Une jeune fillette» («Молодая девушка») легла в основу хоралов на Адвент «Von Gott will ich nicht lassen» («Я не расстанусь с Богом») и «Mit Ernst, o Menschenkinder» (последний используется и по сей день). Примеров подобной повышающей контрафактуры в XVI—XVII в. обнаруживается большое количество. Обычным делом в протестантском хорале оставалась и контрафактура григорианских распевов.
В то же время примеры «понижающей» контрафактуры можно найти в творчестве одного из самых «серьёзных» ренессансных композиторов Орландо Лассо. Например, «Verbum bonum et suave» («Слово [Христово] благое и приятное») в его застольной песне звучит как «Vinum bonum et suave» («Доброе и приятное вино»), а вместо (известного католического) гимна «Jam lucis orto sidere / Deum precemur supplices» («С первым лучом утренней зари помолимся, коленопреклоненные, Богу») — «Jam lucis orto sidere / Statim oportet bibere» («С первым лучом утренней зари надлежит немедленно выпить»).
В том же смысле, что и контрафактура, но по отношению к западноевропейской (немецкой, французской) музыке XVII—XVIII веков (например, у И. С. Баха) употребляется слово пародия.

## Судьба контрафактуры
В России контрафактура всех трёх типов сохранила актуальность как минимум до конца 20 в., стала частью тюремного, студенческого, ресторанного и другого – преимущественно городского – фольклора. Хрестоматийный пример – лирическая песня Ежи Петербурского «Синий платочек», которая во время Великой отечественной войны возвысилась до масштабов патриотической народной песни – с начальными словами «Двадцать второго июня» – и разошлась в десятках перетекстовок. Контрафактура западных шлягеров на концертной эстраде и в звукозаписи стала возможной в СССР благодаря тому, что нарушение «заграничного копирайта»  не имело никаких юридических последствий, несмотря даже на то, что эти шлягеры зачастую перетекстовывались произвольно (новое содержание не было связано с оригиналом) и – намеренно – со снижением.
Примеры понижающей контрафактуры: песня разбойников из фильма «Калиф-аист» (1968; композитор в титрах – Г. А. Гаранян; перетекстовка песни «Can't buy me love» Битлз), песня «Толстый Карлсон» (ВИА «Поющие гитары», 1971; прототип – хит «Yellow river» британской группы Christie), «Мальчик хочет в Тамбов» (Мурат Насыров, 1997; прототип – хит «Tic Tic Tac» бразильской поп-группы Carrapicho), «Элис» (группа «Конец фильма», около 2000; прототип – хит «Living next door to Alice» британской группы Smokie). В первые годы после распада СССР пародировались также признанные хиты советской эстрады – так, популярная песня конца 1950-х гг. «Ландыши» (музыка О. Б. Фельцмана, текст О. Я. Фадеевой) в контрафактуре «Karl-Marx-Stadt» (группы «Мегаполис»; 1994) превратилась в «запоздалый» гимн городу только что переставшей существовать ГДР.